# Мария Васильковна
Мария (Екатерина) Васильковна (1130-е — после 1194) — представительница полоцкой ветви Рюриковичей, жена Великого Князя Киевского Святослава Всеволодовича. Упоминается в Любецком синодике. Историк Л. Я. Махновец выдвинул предложение, что автор «Слово о полку Игореве» мог много информации узнать от Марии.

## Биография
Младшая дочь полоцкого князя Василько Святославича. Точная дата её рождения неизвестна. В 1143 году вышла замуж за Святослава Всеволодовича. Предположительно в 1144 умер её отец.
С 1174 года княгиня Киевская, оказывала значительное влияние на супруга.
В 1180 году убедила Святослава заключить союз с Ольговичами, участвовала в собрании на котором было решено выступить против смоленского князя Давыда Ростиславича, в этот момент он уже вёл борьбу с Ольговичами. В 1181 году во второй раз уезжает из Киева на непродолжительное время, в том же году вернулась обратно. С этого времени больше не покидала Киев.
Благодаря влиянию Марии на Святослава был заключён мирный договор с Ольговичами и Ростиславичами, что на значительной территории Руси прекратило политические княжеские междусобицы. После смерти в 1194 году Святослава Всеволодовича осталась в Киеве. Сведений о дальнейшей жизни не сохранилось.

## Семья
В браке родились:
- Владимир (после 1143 — осень 1200) — князь Новгородский в 1180—1181 годах, князь Вщижский с 1181 года;

- Олег (прибл. 1147 — 1204) — великий князь черниговский (1201—1204);

- Всеволод (ум. 1212 или сентябрь 1215) — великий князь черниговский (1204—1210, 1212), великий князь Киевский (1206—1207 и 1210—1212);

- Глеб (ум. 1216/1219) — великий князь черниговский (1212—1216/19);

- Мстислав (ум. 31 мая 1223) — князь козельский, великий князь Черниговский (1216/1219—1223).